# Myiotabanus amazonicus
Myiotabanus amazonicus är en tvåvingeart som beskrevs av José Albertino Rafael och Ferreira 2004. Myiotabanus amazonicus ingår i släktet Myiotabanus och familjen bromsar. Inga underarter finns listade i Catalogue of Life.